# فرلینگ
فرلینگ نژادی خیالی در مجموعه تلویزیونی علمی-تخیلی دروازه ستارگان اس‌جی-۱ است. فرلینگان یکی از چهار نژاد متعالی بودند که هزاران سال قبل اتحادیه‌ای با سه نژاد متعالی دیگر (آسگارد، باستانی، ناکس) تشکیل دادند. در طول ۱۰ فصل مجموعه برخورد نزدیک با فرلینگ صورت نپذیرفت.